# ورزشگاه گزوندبرونن
ورزشگاه گزوندبرونن (آلمانی: Stadion am Gesundbrunnen) یک ورزشگاه فوتبال در شهر برلین، آلمان بود.
این ورزشگاه که در سال ۱۹۲۴ تأسیس و در سال ۱۹۷۴ بسته شده‌است، گزوندبرونن میزبان بخشی از مسابقات فوتبال بازی‌های المپیک تابستانی ۱۹۳۶ بوده‌است.